# Gam'inBIZ
Gam'inBIZ is een Nederlandse uitgever van bord- en kaartspellen, opgericht in 2018 door Michiel de Wit. Het bedrijf is gevestigd in Nijmegen en richt zich op het uitgeven van hoogwaardige, compacte spellen die zowel aantrekkelijk zijn voor families als voor ervaren spelers. 

## Gepubliceerde spellen
Gam'inBIZ heeft een verscheidenheid aan bord- en kaartspellen uitgebracht. Enkele opvallende titels zijn:
- Rollecate (2019) ― Eerste spel van Gam'inBIZ[1]
- CuBirds (2021) ― Winnaar Nederlandse Spellenprijs in 2021[2]
- Hidden Leaders (2022) ― Genomineerd voor de Gouden Ludo in 2023[3]
- Fika (2023) - Winnaar Speelgoed van het Jaar in 2023[4]
- Sea Salt & Paper (2023) ― Genomineerd voor de Nederlandse Spellenprijs in 2024[5]